# 官庁訪問
官庁訪問（かんちょうほうもん）は、国家公務員試験（及び準じる試験）受験者を対象にした、各府省等が採用活動において行う採用プロセスの一つ。

## 概要
官庁訪問では試験受験者（または合格者）を対象に業務説明のほか、実質的な採用面接が行われる。そのため、これへの参加は国家公務員として採用されるための大前提となっている。人事院が行う国家公務員試験とは異なり、各府省が独自に行うものである。各府省庁等は欲しい人材を見つけ、受験者側は業務説明等により業務内容を知ることで互いのミスマッチをなくすのが目的といわれる。面接等の厳しさは職種（国家総合職、国家一般職等）や試験区分（事務系、技術系）で異なり、一般的に厳しさは国家総合職＞国家一般職、事務系＞技術系と言われている。
官庁訪問は国家総合職では最終合格発表後（以前は一次試験合格後）、国家一般職では一次試験合格後にスタートする。各府省庁等に採用されるためには官庁訪問でその府省庁から高評価を得る必要があるが、国家公務員として採用されるには国家公務員試験合格が必須であるので、高評価を得ても試験に最終合格していなければ採用されることはない。

## 官庁訪問の指摘される問題点
1. 合格者の偏り
国家公務員試験では人事院の面接等において、出身・所属学校名が分かるような発言、面接カード（面接前に受験生が自己PR等を記載する用紙）への記載は禁じられている。また面接官が聞くこともない。一方で官庁訪問では各省庁が用意する訪問カード（受験生が官庁訪問に際し、各府省等に提出する、自己PR等を記載する用紙）に出身・所属学校を記すことになっている。よって各省庁は受験生の経歴を詳細に知ることができ、これが特定の学校に属している、属していた受験生に対して有利になり、結果としてその府省の採用者がその学校出身・所属者が占めることになるのではないか、公平な受験生の人物評価が行われていないのではないかという指摘がある。
また実際には、出身・所属学校の問題とは関係なく、次のような現状も存在する。人事担当者との連絡方法、官庁訪問での言動などにおいて、採用を有利に進めるための独特のノウハウが存在し、それを知らない受験者は上位合格であっても事実上、採用に極めて不利となる。ところがそのような事実は一般の受験者には全く知らされず、受験経験者の多い大学や、いわゆる公務員試験予備校などで口コミによって伝えられているのみなので、結果的に特定の大学に合格者が集中する。また省庁によっては一般の企業の採用試験の常識とは異なる慣習（非公式に内々定が出されるなど）もあるため、社会人経験者が合格しにくい要因の一つにもなっている。これを防ぐため、内々定を廃止するなどの見直しが行われている。
2. 実施地・拘束
本省の場合、官庁訪問は東京で行われる（本省以外の官庁で東京で実施する官庁もある）。複数の各府省等の官庁訪問や、同一官庁において再び日時を指定されて官庁訪問に行く場合は、複数日官庁訪問を行う必要がある。このことは東京に住居を持たない地方からの受験生にとって宿泊代等の経済的負担になると指摘されている。拘束とは、官庁から特に業務説明や面接が実施されないのに、指定された日時にその官庁に居ることが求められることである（拘束の程度も一般的に事務系＞技術系である）。拘束は官庁側からすれば、他の官庁にその受験生が官庁訪問するのを防ぐためのものであるが、受験生側からすれば、自由な官庁訪問ができない、地方からの受験生は滞在費が余計にかかる、という不利な点がある。
3. 業務説明会の開催地
官庁訪問が始まるまでの間に、官庁業務説明会がたびたび行われている。しかし説明会実施地は圧倒的に関東圏の大学である。また、説明会に参加しているかどうかも官庁訪問のエントリーシートに書く場合が多い。もっとも業務説明会から採用試験は始まっている。
また、農林水産省など一部の省庁では業務説明会への参加をリクナビ経由による申込制にしている。これにはリクナビへの登録が不可欠である。